# 村瀬佳史
村瀬 佳史（むらせ よしふみ、1967年〈昭和42年〉7月15日 - ）は、日本の経産官僚。

## 来歴
兵庫県出身（愛媛県出身とする資料もある）。1990年（平成2年）、東京大学経済学部を卒業し、通商産業省に入省。
1996年（平成8年）から 1998年（平成10年）までハーバード大学ケネディ行政大学院に留学
。帰国以降は通商政策局国際経済部国際経済課長補佐、通商政策局国際経済課長補佐、大臣官房総務課長補佐（企画担当）、大臣官房総務課参事官、日本貿易振興機構（JETRO）シンガポール産業調査員、通商政策局アジア大洋州課企画官、商務情報政策局情報経済課長、経済産業大臣秘書官（事務取扱）、経済産業政策局調査課長、資源エネルギー庁電力・ガス事業部政策課長、資源エネルギー庁長官官房総合政策課長などを歴任。資源エネルギー庁電力・ガス事業部政策課長兼電力改革室長在任中には電力小売り自由化等の電力システム改革に携わった。
2016年（平成28年）6月17日、資源エネルギー庁電力・ガス事業部長に就任。
2020年（令和2年）8月1日、内閣府大臣官房審議官に就任。
2021年（令和3年）9月1日、内閣府政策統括官（経済社会システム担当）に就任。
2022年（令和4年）7月1日、内閣府政策統括官（経済財政運営担当）に就任。
2023年（令和5年）7月4日、資源エネルギー庁長官に就任。